# Bảng Nam Sudan

Lưu hành tiền giấy mới được trưng bày trong lễ kỷ niệm Độc lập vào ngày 9 tháng 7 năm 2011

Bảng Nam Sudan là đồng tiền chính thức của Cộng hòa Nam Sudan. Nó được chia thành 100 piasters. Nó đã được chấp thuận bởi Hội đồng Lập pháp Nam Sudan trước khi ly khai vào ngày 9 tháng 7 năm 2011 từ Sudan. Nó được giới thiệu vào ngày 18 tháng 7 năm 2011, và thay thế đồng bảng Sudan theo mệnh giá.